# Seriesluiting
Seriesluiting (Engels: master keying) is een constructie waarbij verschillende sleutels op eenzelfde slot passen. Bij cilindersloten is het mogelijk een pinnetje op meer dan een plaats te onderbreken. Er is dan tussen stuurpin en sleutelpin nog een extra stuurpin. Het slot kan daardoor met meer dan een sleutel geopend worden.
Bij klaviersloten komt seriesluiting soms ook voor. Er zijn dan twee sleutelgaten - voor elke sleutel een. Dit systeem is duurder en biedt slechts beperkte mogelijkheden.

## Toepassing
Met verschillende sloten en sleutels (ieder met een andere bitting) is het mogelijk een heel systeem te creëren. Zodoende kan geregeld worden dat een bepaalde sleutel alleen de sloten kan openen waar de eigenaar recht toe heeft. Dit wordt op verschillende plekken toegepast:

### Appartementencomplex
Iedere bewoner heeft een eigen sleutel ('monosleutel') van zijn eigen appartement. De huismeester heeft een 'hoofdsleutel' of 'loper' (in het Engels de 'master key'), die op alle appartementen past. Optioneel zijn er nog andere ruimtes die alleen met de hoofdsleutel open gaan, zoals een berging of meterkast. Op de gemeenschappelijke ruimtes buitendeuren zit een slot dat door elke sleutel geopend kan worden. Dit wordt (bij cilindersloten) vaak gedaan door in het slot de meeste pinnen helemaal weg te laten, waardoor dit slot door onbevoegden vrij gemakkelijk te openen is. Het systeem kan nog verder uitgebreid worden: De kok heeft bijvoorbeeld een sleutel die naast zijn eigen appartement en de buitendeur, ook op de keukendeur past. Of het kamermeisje heeft een sleutel ('subhoofdsleutel') die, naast haar eigen appartement en de buitendeur, past op de appartementen van één enkele afdeling en op de opslagruimte.

### NS
De Nederlandse Spoorwegen maakt met de DOM-sleutel in hun treinen ook gebruik van seriesluiting. Er zijn drie "rangen" sleutels. De laagste is de sleutel voor conducteurs. Hiermee kunnen een beperkt aantal kastjes, de omroep, de conducteursruimte en de cabinedeur binnen in de trein geopend worden. Een stap hoger is de sleutel voor de machinist. Deze sleutel past, naast alle sloten waar de conducteurssleutel past, ook op het "contactslot" in de cabine, de cabinedeur naar buiten en een aantal extra kasten met apparatuur. Ten slotte is er een sleutel voor monteurs, die in feite de hoofdsleutel is omdat hij op alle sloten past. Deze kan, in tegenstelling tot het exemplaar van de conducteur en machinist, alle overige kasten met geavanceerde apparatuur openen.
In de praktijk weten de meeste conducteurs het type sleutel van de machinist te bemachtigen. Deze bezitten ze graag, aangezien ze hiermee ook de cabinedeur aan de buitenkant van de trein (en een paar extra kasten) kunnen openen.

### Gecompliceerde toepassingen
Dit systeem kan naar willekeur worden uitgebreid. Bij grote gebouwen kan zo een hele hiërarchie van hoofdsleutels en subhoofdsleutels opgezet worden. 

## Hoofdsleutel
Over het algemeen beschouwt men een bepaalde sleutel als "machtiger" dan andere wanneer deze op meer sloten past. Technisch gezien is dit onjuist, aangezien een bepaalde bitting een sleutel niet per definitie een hoofd- of monosleutel maakt. Men kan alleen per slot bepalen door welke sleutels deze geopend kan worden. De "waarde" van een sleutel is dus afhankelijk van hoeveel sloten op deze sleutel afgestemd zijn. Een hoofdsleutel zou theoretisch zijn functionaliteit kunnen verliezen als alle sloten aangepast worden. Het is bij cilindersloten echter wel zo dat de hoofdsleutel meestal de langste bitting heeft. Zo kan een monosleutel niet tot hoofdsleutel worden afgevijld.

## Misbruik
Hoewel het systeem goed doordacht lijkt te zijn, maakt het gebruik van seriesluiting sloten per definitie minder veilig. Een slot dat voor meerdere sleutels geschikt is kan immers op meerdere manieren open. Er is op verschillende manieren fraude mogelijk, al is hier vaak enige kennis en handigheid voor vereist.

### Verwisseltruc
Stel dat er een studentenflat is waar de bewoners een sleutel van de eigen kamer hebben die ook past op de gemeenschappelijke ruimte. Die ruimte gaat in de praktijk echter nooit op slot. Komt nu een kamer leeg te staan, dan verwisselen de bewoners de cilinder van die kamer met de cilinder van de keukendeur. De verhuurder merkt dat niet - zijn loper doet het nog steeds. Maar de bewoners houden toegang tot de leegstaande kamer.

### Uitproberen
Wanneer iemand een slot vindt dat alleen met de hoofdsleutel geopend kan worden, is het mogelijk de hoofdsleutel te achterhalen. Diegene moet wel meerdere blanco sleutels, een sleutelvijl en voldoende tijd voorhanden hebben. Met de eigen sleutel als uitgangspunt kan de blanco sleutel rij voor rij progressief korter gevijld worden totdat het slot geopend kan worden.

### Kruisverband
Een sleutelmaker kan door meerdere monosleutels te vergelijken de hoofdsleutel achterhalen. Alle sleutels in een seriesluiting zullen namelijk een bepaald verband vertonen. Zelfs als de exacte sleutel niet vastgesteld kan worden, bijvoorbeeld omdat er niet genoeg monosleutels voorhanden zijn, is de sleutelmaker vaak in staat een beperkt aantal mogelijke hoofdsleutels aan te wijzen. Zodoende kan een groepje bewoners samenzweren om de hoofdsleutel te bemachtigen. Men moet wel een sleutelmaker vinden die bereid is mee te werken, aangezien hier over het algemeen geen legitiem doel voor is.
Om dergelijk misbruik te voorkomen wordt in sommige appartementencomplexen een apart slot op de buitendeur gezet. Bewoners ontvangen hiervoor dan ook een aparte sleutel.